# Yuberney Franco
Yuberney Franco (Medellín, Colombia; 20 de enero de 1985) es un futbolista colombiano. Juega de delantero y actualmente juega en elEstudiantes Caracas de la Primera División de Venezuela.

## 2013
Luego de su paso por la segunda división con el Unión Magdalena llegó a un acuerdo con el Olimpo pero a último momento no se pudo concretar su vinculación ya que el equipo tenía el cupo de extranjeros lleno con sus compatriotas "Trencito" Valencia, Javier Reina y Mauricio Cuero. Pese haber gustado a las directivas y el DT no pudo ser inscrito aunque siguió entrenando un par de semanas más con el club.
Desde suelo Boliviano fue contratado por el Universitario de Sucre donde anotó algunos goles en partidos amistosos pero no pudo jugar dado que el Unión Magdalena nunca envió su transfer para ser inscrito debidamente ante la FIFA.

## Clubes
| Club                         | País                | Año                 | Partidos | Goles |
| ---------------------------- | ------------------- | ------------------- | -------- | ----- |
| Envigado F.C.                | Colombia            | 2004                | ?        | 0     |
| Árabe Unido                  | Panamá              | 2005                | ?        | 3     |
| Atlético Bello               | Colombia            | 2006 - 2007         | ?        | 8     |
| Deportes Tolima              | Colombia            | 2007 - 2008         | ?        | 0     |
| Tigres F.C.                  | Colombia            | 2009                | ?        | 8     |
| Carabobo F.C.                | Venezuela           | 2009                | 13       | 2     |
| Cortuluá                     | Colombia            | 2010                | 3        | 1     |
| Deportivo Pereira            | Colombia            | 2010                | 4        | 0     |
| Patriotas Boyacá             | Colombia            | 2011                | 34       | 6     |
| Uniautónoma F.C.             | Colombia            | 2012                | 26       | 12    |
| Envigado F.C.                | Colombia            | 2012                | 32       | 4     |
| Unión Magdalena              | Colombia            | 2013                | 3        | 0     |
| Cúcuta Deportivo             | Colombia            | 2014                | 11       | 2     |
| Deportivo Guastatoya         | Guatemala           | 2014                | 3        | 1     |
| Uniautónoma F.C.             | Colombia            | 2015                | 31       | 7     |
| Jaguares de Córdoba          | Colombia            | 2016                | 9        | 2     |
| Platense F.C.                | Honduras            | 2016                | 8        | 0     |
| Tigres F.C.                  | Colombia            | 2017                | 12       | 3     |
| CD Dragón                    | El Salvador         | 2018                | 13       | 3     |
| Estudiantes Caracas          | Venezuela           | 2018                | 9        | 2     |
| Deportivo Petare Fútbol Club | Venezuela           | 2019                | ?        | ?     |
| Libertador FC                | Venezuela           | 2022                | ?        | ?     |
| Total en su carrera          | Total en su carrera | Total en su carrera | 211      | 45    |

## Palmarés

### Campeonatos nacionales
| Título    | Club             | País     | Año  |
| --------- | ---------------- | -------- | ---- |
| Primera B | Patriotas Boyacá | Colombia | 2011 |